# Relações entre França e Portugal
As relações França-Portugal referem-se às relações atuais e históricas entre a França e Portugal. Ambas as nações são membros do Conselho europeu, União Europeia, OTAN, Organização para Cooperação e Desenvolvimento Econômico, União para o Mediterrâneo e das Nações Unidas.

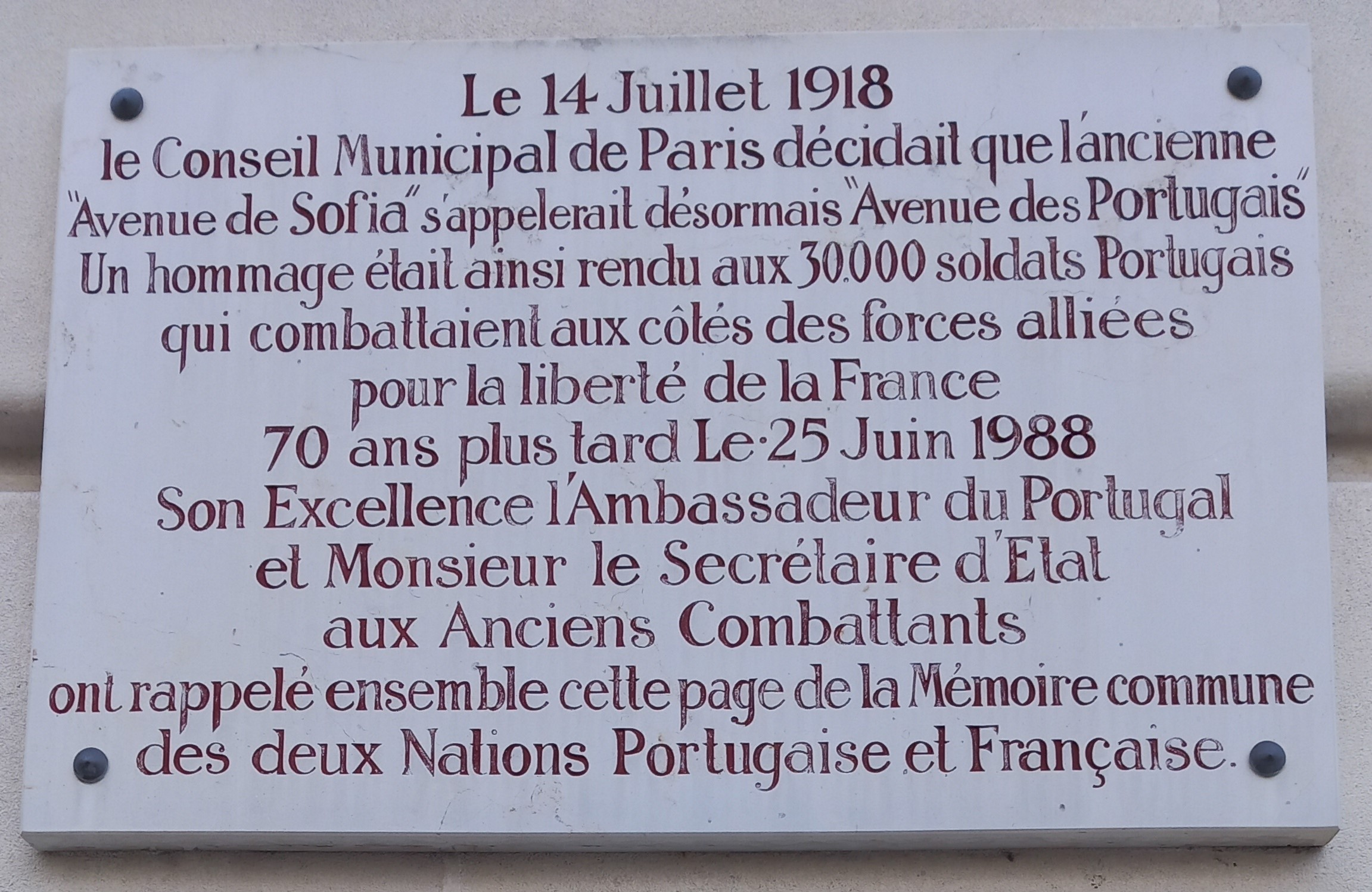
Placa comemorativa em Paris

## História
A estreita relação entre os dois países, França e Portugal têm um relacionamento de longa data. Afonso I de Portugal é o monarca fundador Reino de Portugal e é descendente da família francesa de Borgonha, e a própria família de Borgonha é um ramo estudantil influente da dinastia Capetiana. Ambos os países se tornarão os dois maiores impérios globais, o império colonial francês e o império português competindo entre si para expandir seus respectivos impérios. Em 1495, França e Portugal assinaram um tratado de aliança e comércio, o primeiro entre os dois países.
Entre 1640 e 1668, a França aliou-se a Portugal durante a Guerra da Restauração contra a Espanha. No entanto, durante a Guerra dos Sete Anos, os dois países se opuseram em um conflito. Durante a Guerra da Sucessão Espanhola e a Invasão Espanhola de Portugal, França e Portugal estavam em lados opostos em 1762.
Em 1807, Portugal rejeitou o pedido do Imperador francês Napoleão Bonaparte para ingressar no sistema continental para impor um embargo à Grã-Bretanha e as relações entre a França e Portugal chegaram a um ponto fraco. Logo depois, o general francês Jean-Andoche Junot o seguiu de perto, e a capital portuguesa, Lisboa, foi ocupada em 8 de dezembro de 1807. Devido à iminente invasão francesa, a monarquia portuguesa transferiu a corte para o Rio de Janeiro, no Brasil. O Rio de Janeiro iria continuar a ser a capital de Portugal e do Império de 1808 a 1821. Quando o Brasil declarou sua independência de Portugal em 1822, Lisboa voltou a ser a capital de Portugal.

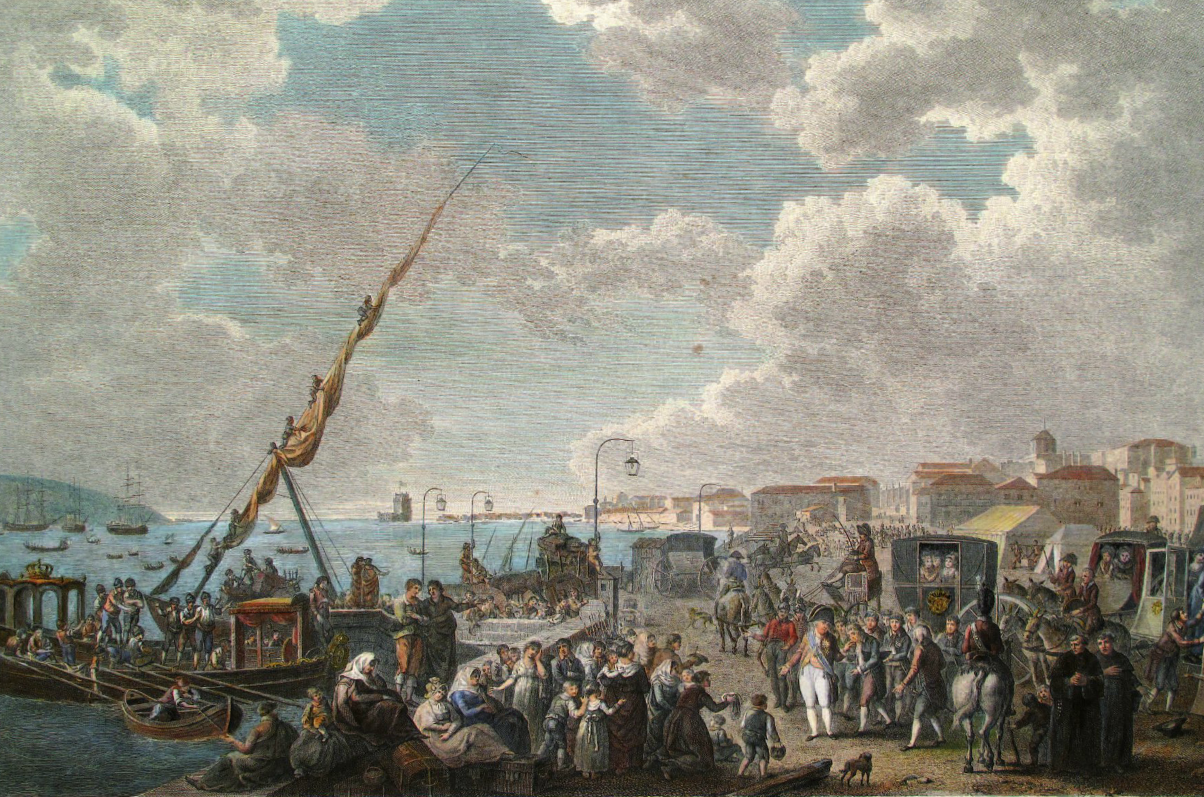
Com a França prestes a invadir Lisboa, o monarca português e membros da corte vão para o Rio de Janeiro

A intervenção britânica na Guerra Peninsular ajudou a manter a independência de Portugal; as últimas tropas francesas foram expulsas em 1812. A guerra fez com que Portugal perdesse a cidade de Olivença, hoje governada pela Espanha.
Durante a Primeira Guerra Mundial, Portugal manteve-se neutro, no entanto, em 1916 tornou-se membro associado das forças aliadas (que incluíam a França). Durante a Segunda Guerra Mundial, Portugal permaneceu neutro durante a guerra.
As relações políticas entre a França e Portugal permanecem próximas. Ambos países são membros da União Europeia e trabalham juntas em várias questões. A França acolhe a maior comunidade da diáspora portuguesa na Europa, com cerca de 1,7 milhões de portugueses vivendo na França, o que faz de Portugal a maior comunidade estrangeira na França.

## Missões diplomáticas residentes

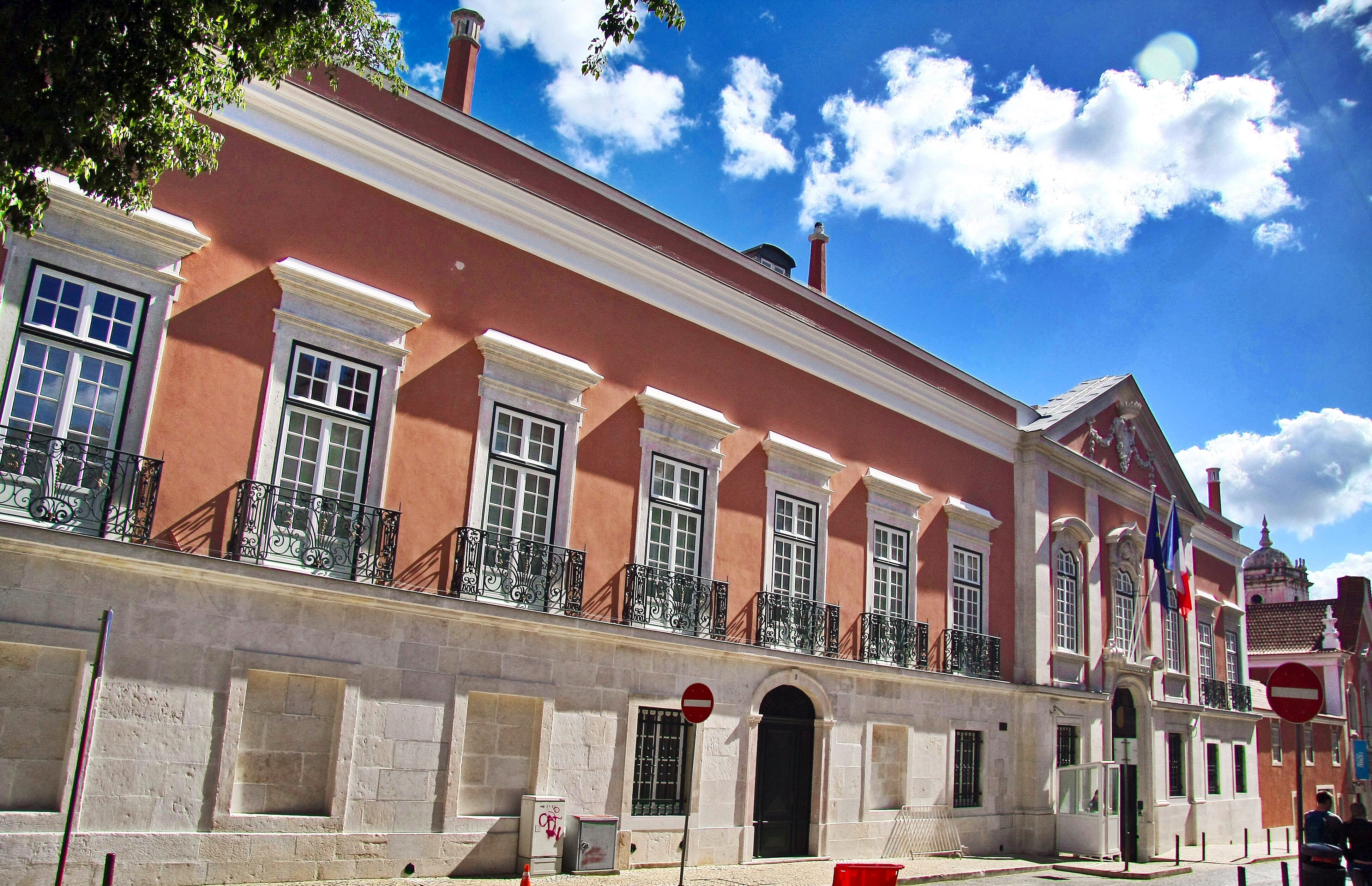
A França tem uma embaixada em Lisboa.
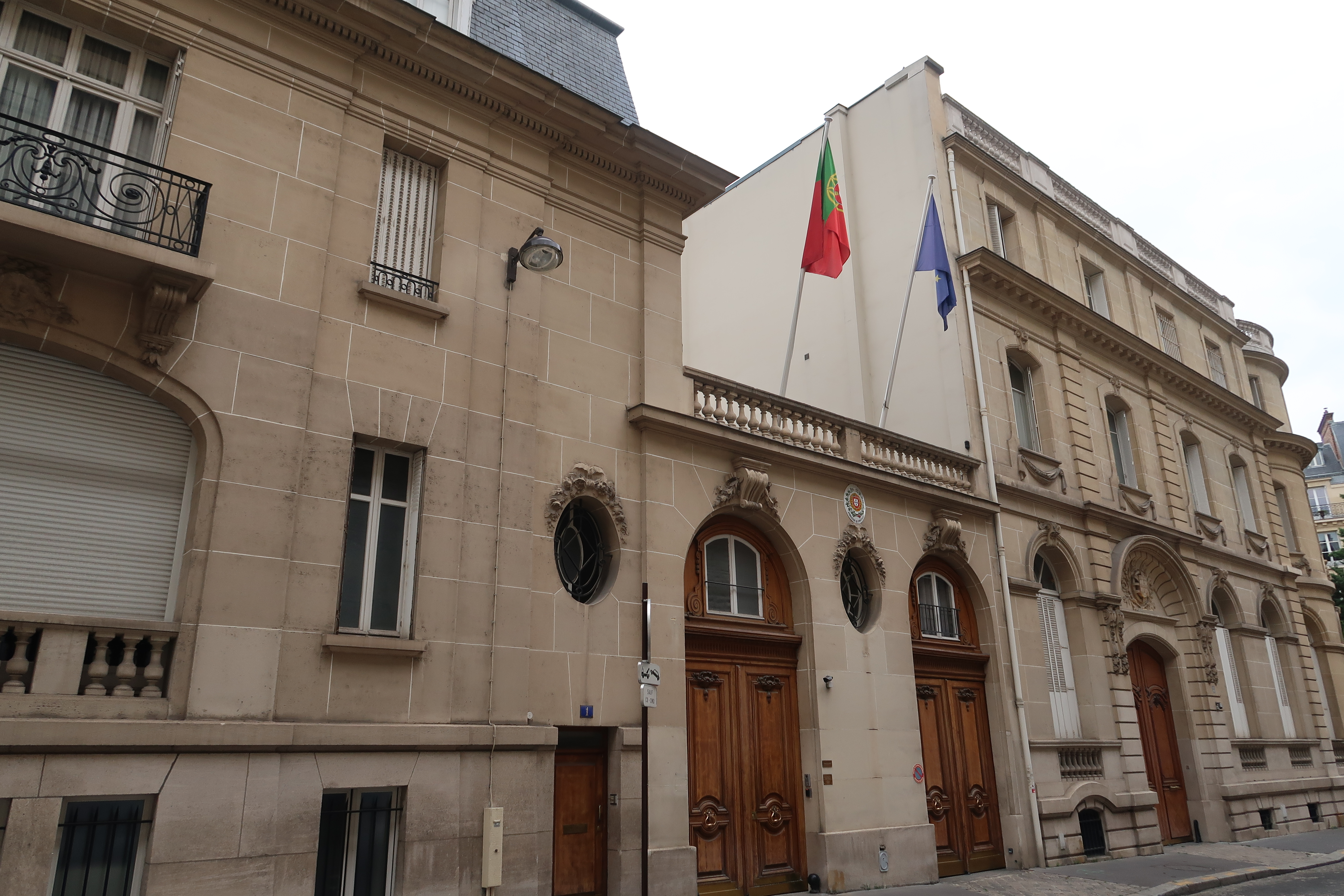
Portugal tem uma embaixada em Paris e consulados-gerais em Bordéus, Lyon, Marselha, Estrasburgo e um vice-consulado em Toulouse.[5]  - Embaixada da França em Lisboa
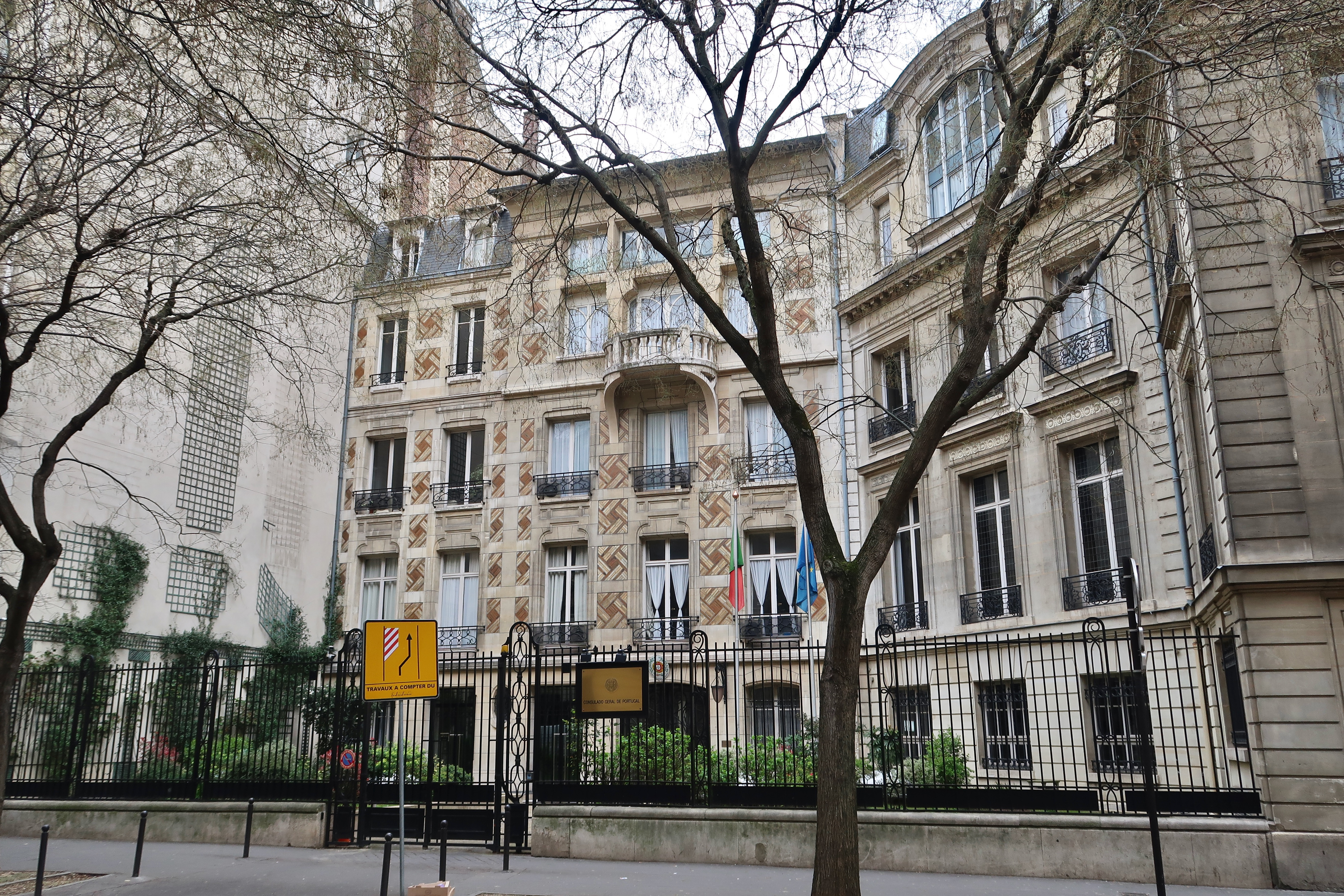
Consulado-Geral de Portugal em Paris
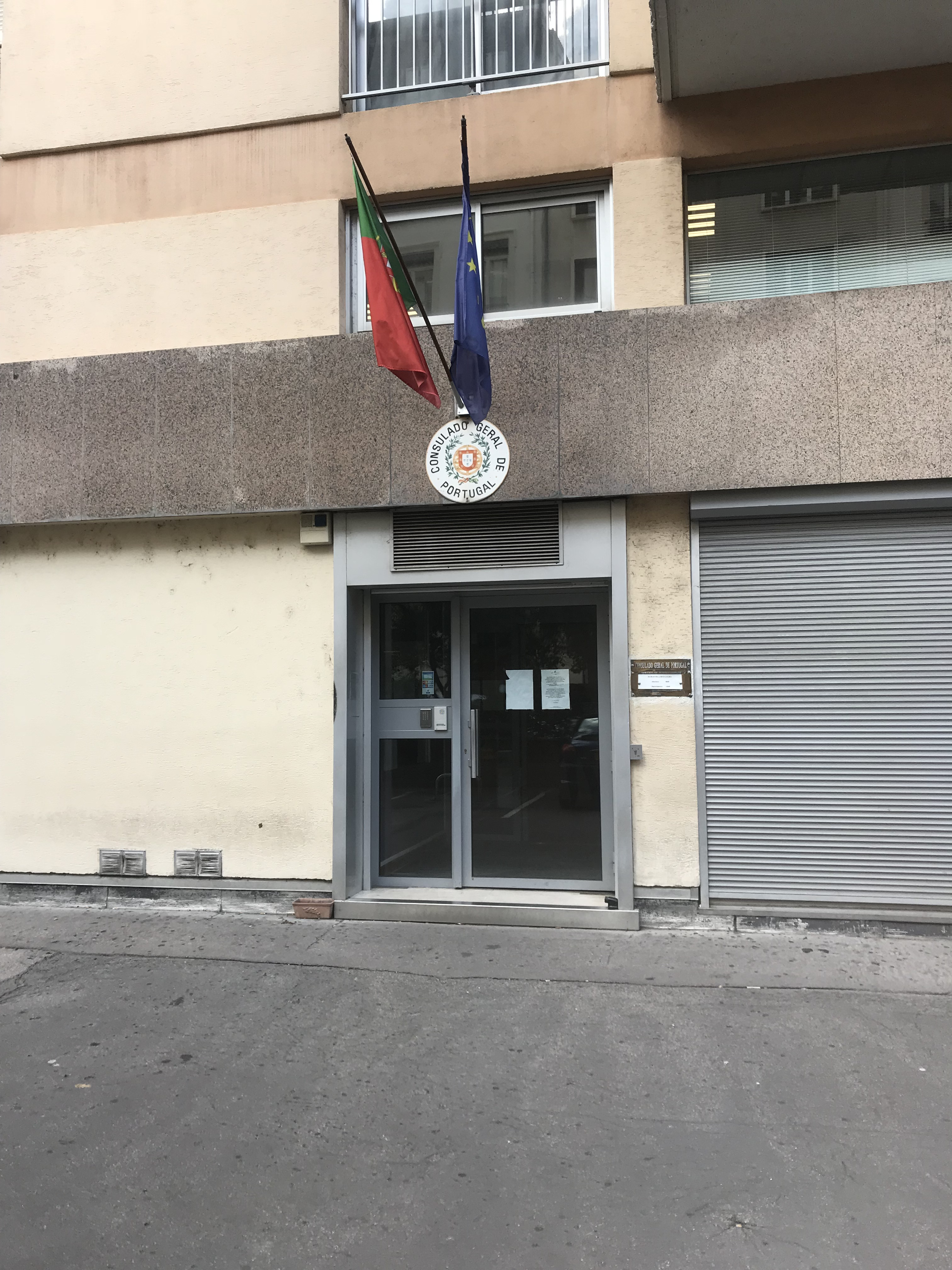
Consulado-Geral de Portugal em Lyon
  - Embaixada de Portugal em Paris
  - Consulado-Geral de Portugal em Paris
  - Consulado-Geral de Portugal em Lyon